# کوبایی آمریکایی‌ها
کوبایی آمریکایی‌ها (به اسپانیایی: cubanoestadounidenses‎ یا به اسپانیایی: cubanoamericanos‎) آمریکایی‌هایی هستند که اصل و نسب شان به کوبا بر می‌گردد. این کلمه ممکن است به کسی اطلاق شود که متولد آمریکا و از تبار کوبایی است یا از کوبا به آمریکا مهاجرت کرده. آمریکایی‌های کوبایی سومین گروه بزرگ آمریکایی‌های هیسپنیک در ایالات متحده هستند.
بسیاری از جوامع در سراسر ایالات متحده دارای جمعیت قابل توجهی از کوبایی آمریکایی‌ها هستند. فلوریدا، تا حدی به دلیل مجاورت با کوبا، (۱٫۵۳ میلیون نفر در سال ۲۰۱۷) بالاترین تمرکز کوبایی آمریکایی‌ها را در ایالات متحده دارد، پس از آن کالیفرنیا (۱۱۰۷۰۷۰)، نیوجرسی (۹۹۹۸۷)، تگزاس (۸۶۱۸۳) و نیویورک (۷۸٬۴۷۸) قرار دارند.
پس از جنوب فلوریدا، شهرهای نیویورک، تمپا، نواحی یونیون کانتی و هادسون شمالی، نیوجرسی، به ویژه یونیون سیتی، الیزابت و غرب نیویورک قرار دارند. با ۱۴۱٬۲۵۰ نفر جمعیت، جامعه کوبایی کلانشهر نیویورک بزرگترین جامعه در خارج از فلوریدا است. تقریباً ۷۰٪ از کوبایی‌های آمریکایی در فلوریدا زندگی می‌کنند.